# Drago Balzareno
Drago Balzareno (Zagreb, 1896. − ?, Bolivija, 12. travnja 1939.), hrvatski i bolivijski vojni zrakoplovac, graditelj jedrilica i letač.

## Životopis
Rodio se je u Zagrebu. Gradio je jedrilice i bavio se letenjem. Zbog pritisaka monarhofašističke Kraljevine SHS emigrirao je u Boliviju 1930. godine. Ondje se pridružio bolivijskim vojnim zračnim snagama. Kao zrakoplovac ratovao u bolivijsko - paragvajskom ratu 1932. do 1935. godine. Poslije rata prešao je zrakoplovno društvo Lloyd Aéreo Boliviano. Poginuo je u zrakoplovnoj nesreći 1939. godine.

## Odličja
Za ratne je zasluge dobio odlikovanja.

## Daljnja literatura
- Boris Puhlovski: Dragutin Balzareno, Zagrepčanin – heroj Bolivije

## Vanjske poveznice
- Drago Balzareno Hrvatska tehnička enciklopedija, portal hrvatske tehničke baštine. LZMK